# Hunter Zolomon
(Zoom nell'episodio Versus Zoom della serie televisiva The Flash)
Hunter Zolomon, noto anche come Zoom, è un personaggio dei fumetti creato da Geoff Johns (testi) e Scott Kolins (disegni), pubblicato dalla DC Comics. Compare per la prima volta in The Flash: Secret Files & Origins (vol. 1) n. 3 (novembre 2001).
È un criminale originariamente associato al personaggio di Flash, nemesi di Wally West (il terzo Flash della storia) ed è il terzo Anti-Flash in ordine cronologico apparso per la prima volta come Hunter Zolomon.
Il sito IGN nel 2009 ha inserito Zoom al 37° posto nella classifica dei migliori cattivi dei fumetti di tutti i tempi.

## Storia editoriale
Creato da Geoff Johns e Scott Kolins, Hunter Zolomon appare per la prima volta in The Flash: Secret Files & Origins n. 3 del novembre 2001, mentre la prima comparsa di Zoom risale a The Flash n. 197 del giugno 2003, scritto da Geoff Johns, disegnato da Scott Kolins e inchiostrato da Doug Hazlewood. Una volta morto Eobard Thawne, il secondo Anti-Flash assassinato da Barry Allen, Geoff Johns decise di creare Zoom per dotare anche Wally West/Flash di un suo opposto. Infatti lo stesso Zoom indossa gli stessi vestiti di Thawne, tranne qualche piccola differenza.
Nei primi anni duemila, è comparso in numerose storie della serie sul velocista scarlatto di Geoff Johns, dapprima nei panni di profiler della polizia e amico di Wally, e in seguito come nuovo Anti-Flash e nemesi di Wally West. Imperversa nelle vesti di antagonista anche per la Justice League of America, per Lanterna Verde e per la Justice Society of America. L'ultima apparizione di Zolomon risale all'aprile 2010 nell'ultimo numero della miniserie Flash: Rinascita (vol. 1) n. 6, prima di ritornare ad otto anni di distanza su Flash: Annual nel marzo 2018.
In Italia la pubblicazione della prima storia di Hunter Zolomon risale al gennaio 2010 nel volume Flash di Geoff Johns edito da Planeta DeAgostini (contenente sia la prima storia di Zolomon che la prima di Zoom).

## Biografia del personaggio

### Le origini
Hunter Zolomon è cresciuto a Richmond, in Virginia. Ebbe una relazione travagliata con i suoi genitori, che raramente si parlavano o parlavano con lui. Il giorno in cui sarebbe dovuto partire per il college, trovò la polizia insediata a casa sua. Suo padre risultò essere un serial killer che aveva ammazzato sei ragazze e, dopo essere stato denunciato dalla moglie, lui l'aveva uccisa, venendo ucciso a sua volta dalla polizia dopo aver rifiutato di arrendersi.
Hunter divenne ossessionato dalla voglia di comprendere la mente dei criminali al fine di poter fermare gente come suo padre. Studiò psicologia e criminologia alla George Mason University, dove incontrò la sua ragazza, Ashley, con la quale condivideva l'amore per la corsa, che più tardi sposò. Successivamente si unì all'FBI con la moglie specializzandosi nel perseguimento di criminali da quattro soldi in costume. L'amore di Hunter per Ashley fu secondo solo dal suo amore per il padre di questa, che vedeva una figura paterna surrogata. Durante quel periodo, Zolomon si interessò a dozzine di super-criminali sperando che molti non fossero semplicemente "malvagi" ma fraintesi e mentalmente instabili a causa dei loro tragici passati.
Sfortunatamente, la carriera degli Zolomons all'FBI è stata tragicamente interrotta. Quando Hunter studiava un criminale in costume di nome "The Clown", valutò male la sua storia e convinse il padre di Ashley che il criminale che stavano inseguendo non sarebbe stato in grado di affrontare la sua vita adulta, e quindi non sarebbe stato in grado di usare un'arma come arma. Si sbagliò e, in seguito all'incidente, il padre di Ashley venne ucciso. Hunter restò anche con un ginocchio danneggiato, avendo bisogno di un bastone per camminare ed essendo impossibilitato anche a correre. Ashley lasciò Hunter poco dopo, che disse addio anche all'F.B.I. Più tardi fu rivelato che Ashley era la principale responsabile delle dimissioni di Zolomon dal lavoro, nutrendo rancore per le supposizioni arroganti di Hunter riguardo al comportamento criminale e per il suo ruolo causale nella morte di suo padre.
Dopo essere arrivato a Keystone City, ottenne il lavoro di profiler, lavorando con la polizia nel Dipartimento di Ostilità Metaumane. Il suo lavoro lo portava al costante contatto con Flash, Wally West, e i due divennero buoni amici. La sua intuizione fu un prezioso aiutante nella risoluzione di una gran numero di casi ma fu sempre restio ad un lavoro dietro una scrivania.

### La trasformazione in Zoom
Hunter fu seriamente ferito in un attacco da Gorilla Grodd a Iron Heights, quando Grodd mise in scena una rivolta nella prigione, e ne restò paralizzato dalla vita in giù. Chiese a Wally West di utilizzare il tapis-roulant nel Museo di Flash per tornare indietro nel tempo e prevenire l'immane tragedia, ma West rifiutò, dicendo che non poteva compromettere il tempo. Zolomon, sentendo che Wally non doveva temere ciò per il bene della loro amicizia, irruppe nel Museo di Flash deciso ad utilizzare il tapis-roulant di persona. L'esplosione che ne seguì distrusse il Museo e collegò Hunter al tempo - descritto da Jay Garrick come "deragliato fuori dal tempo dall'esplosione" - quindi permette a Zolomon di alterare la velocità al quale potrebbe arrivare muovendosi nel tempo, dando l'illusione della super velocità.
Zolomon si convinse che West non lo aveva aiutato perché, diversamente da Barry Allen, lui non aveva mai sofferto una tragedia personale, e quindi non poteva capire quanto terribile poteva essere. Zolomon decise di divenire il nuovo Zoom e che causando una tragedia nella vita di Wally West, avrebbe aiutato quest'ultimo a divenire un eroe migliore. Dopo aver preso in prestito la velocità degli altri velocisti e quindi la parità di condizioni, che gli permise brevemente di pareggiare la quasi velocità della luce di Zoom, Flash riuscì a batterlo e a prevenire il suo ex amico dall'uccidere sua moglie Linda Park, all'epoca incinta.
Tuttavia, l'attacco di Zoom provocò l'aborto dei due gemelli che Linda aspettava. Grazie al fatto che Wally utilizzò gli squarci nel tempo creati dai poteri di Zoom, Zolomon fu portato a forza in un'anomalia temporale-essendo messo in una frattura legò un nodo nella sua linea temporale e finì in uno stato comatoso, guardando continuamente la morte di suo suocero.
L'ex moglie di Zolomon, Ashley Zolomon, lo rimpiazzò come profiler e sprecò un sacco di tempo nel tentativo di comunicare con lui. A causa di un incidente d'auto, Ashley stette in ospedale per qualche tempo. All'incirca nel periodo in cui Zoom si risvegliò dal coma, preoccupato per Ashley. Scelse cautamente di rimanere lo stesso nella sua cella.

### Guerra pericolosa
Zoom fu portato via dalla sua auto incarcerazione da Cheetah (alias Dr. Barbara Minerva) nel tentativo di imbrigliare la super velocità e di indurlo nella crescente Secret Society. I due ebbero una breve storia sentimentale, ma non accadde nulla di serio, in quanto Zoom si sentiva ancora legato ad Ashley.
Zoom più tardi infiltrò la già crescente "Guerra dei Cattivi" tra il cattivi di Capitan Cold, i cattivi riformati di Trickster e i cattivi, a cui era stato fatto il lavaggio del cervello, di Top. Rapidamente rianimando sua moglie, e portatala fuori dalla guerra alla casa di Linda Park, Zoom ritornò al fronte per sconfiggere Capitan Cold, affermando che "l'Uomo che Dominò lo Zero Assoluto" stava sprecando il tempo di Flash con i suoi metodi da criminale vecchio stile e pieno di boria. Mentre Flash e Kid Flash (Bart Allen) tentavano di contenere la battaglia, Zoom strozzò Kid Flash, minacciando di spezzargli il collo in maniera simile a come fece Barry Allen a Eobard Thawne (Professor Zoom).
Prima che Zoom potesse uccidere Kid Flash, tuttavia, il Professor Zoom in persona arrivò su un tapis roulant cosmico, con Jay Garrick incatenato sulla parte davanti, dato che Zoom aveva prima catturato Jay e forzato a portare indietro nel tempo il Professor Zoom dal giorno della sua morte per servirsi della sua assistenza.
Ne derivò una battaglia tra i due Flash e Kid Flash contro i due Zoom (durante il quale Kid Flash scappò dalla presa di Zoom vibrando così velocemente da divenire intangibile, l'unico potere che Zoom non poteva duplicare) ma alla fine i due Zoom riuscirono nel loro intento, acchiappando Flash e saltando sul tapis-roulant. Zoom obbligò Flash a guardare il loro primo combattimento, in cui Linda fu gravemente ferita e abortì.
Zoom sentì che Wally West avrebbe dovuto concentrarsi sui sentimenti di tristezza e perdita da questa esperienza e disse al Professor Zoom di rimandarlo all'inizio così che potesse guardarlo di nuovo. Ma quando la scena ricominciò dall'inizio, lo zio e mentore di Wally, Barry Allen apparve, sul suo tapis-roulant personale e disse che stava cercando il Professor Zoom.
Barry rimosse Wally dall'immediato pericolo, dicendogli che era lì per riportare Thawne al suo tempo, e che non importava quanto brutto potesse sembrare, West avrebbe potuto vincere se si fosse "spinto un po'". Lui e Thawne sparirono nel tempo. Zoom, arrabbiato, cominciò a correre intorno al mondo, pianificando di accrescere la velocità per scontrarsi con Linda per ucciderla, collidendo con lei. Wally si precipitò a recuperarlo, ma Zoom era a un passo o due più avanti. All'ultimo minuto, Wally realizzò cosa significasse il consiglio di Barry e raggiunse lo stadio finale della velocità, spingendo sé stesso e colpendo Zoom alle spalle. Zoom cadde in avanti e fu catturato dal boom sonico che lui stesso utilizzò per uccidere i figli di Linda (questo creò una guarigione dello squarcio temporale, restituendo a Linda la gravidanza). Zoom corse per salire sul tapis-roulant ma Wally trascina entrambi nel loro reciproco presente. Lungo la via, videro scene della vita di Zoom. Qui Zoom realizzò le sue malefatte verso Wally e si scusò brevemente prima di scivolare nella linea temporale. Più tardi viene visto come una figura fantasmizzata che si scusa con sua moglie. Con la sua recente epifania, una fase della sua vita come personaggio era finita. Fu visto l'ultima volta scusarsi con Ashley, all'insaputa di lei.
Zoom ritorna in Crisi infinita come capo velocista della Secret Society, affermando che i loro avversari sarebbero stati eroi più forti se loro fossero sopravvissuti. In Crisi infinita n. 1 è un membro della squadra di forza della Società responsabile del massacro dei Combattenti per la Libertà. Zoom in persona sfregiò Damage colpendolo con pugni a incredibile velocità.

### Un anno dopo
Zoom più tardi apparve al saccheggio di Roma, essendo aiutato dalla nonna di Bart Allen, per aiutarla a proteggere Bart da una grande tragedia che il criminale Inertia stava pianificando. Non è noto se Zoom viaggiò di persona in questo periodo di tempo, o se si è arenato dopo il suo ultimo incontro con Wally West.
Fu anche perseguitato dalla Justice League al fine di catturare Sinestro, dopo che Batman e Hal Jordan scoprirono l'esistenza del Sinestro Corps.
Zoom viene inseguito dalla Justice Society of America ad Atlanta. Damage è bandito da quella città, ma entra comunque in cerca di vendetta. Durante una zuffa, finisce per prendere Zoom come ostaggio, finché non viene calmato dalle parole di Liberty Belle. Deluso dal fatto che Damage non si sta impegnando, gli lancia contro un tubo affilato per ucciderlo. Liberty Belle utilizza la sua super velocità per prenderlo e rimandarglielo, facendogli perdere i sensi.
Successivamente, lo si può vedere come membro della Società segreta dei supercriminali di Libra.

### Crisi finale
Qualche tempo dopo libera Inertia dalla sua paralisi, inflittagli tempo prima da Wally West, sperando di farne il suo apprendista come nuovo Kid Flash, insegnandogli come migliorare la sua vita e quella degli altri infliggendo grandi tragedie.
Inerzia impara la lezione troppo bene, e si autoconferma Kid Zoom, il nuovo portatore di tragedie, mettendo i nemici di Flash contro Zoom. Impiegando i poteri di manipolazione della linea temporale che Zoom gli passò, regredisce il corpo di Zoom al momento della paralisi, al corpo di Hunter Zolomon, strappandogli i suoi poteri.
Tempo dopo, nel periodo del ritorno di Barry Allen, un Hunter Zolomon senza poteri riappare come detenuto della prigione di Iron Heights, occupando la cella adiacente a quella dell'originale Professor Zoom. Propone un'alleanza a Thawne, affermando che possono entrambi essere aiutarsi l'uno l'altro ad essere migliori.

### La guerra dei Flash
Nell'era Rinascita, ambientata in un mondo in cui il tempo è stato resettato dopo gli eventi di Flashpoint e l'intervento del Dottor Manhattan, che ha portato Wally West a rimanere intrappolato fuori dal tempo per anni, il destino di Hunter Zolomon è inizialmente sconosciuto. Tuttavia, dopo che Barry Allen e Iris West costretti ad affrontare Eobard Thawne nel XXV secolo, culminando con il suo assassinio da parte di Iris che uccide un impotente Thawne, un uomo inizialmente non identificato in un mantello e una maschera identifica Iris come l'assassino, e manda indietro i Rinnegati in tempo per arrestarla. Dopo che i Rinnegati se ne sono andati, l'uomo incappucciato, che in realtà è Hunter Zolomon, rivela che questo fa parte del suo piano, che ha ideato da quando è stato intrappolato in futuro, per costringere il vero Flash a riconoscere che la tragedia li rende migliori eroi e l'unico modo per renderli più forti è forzare i Flash ad andare in guerra.

## Poteri e abilità
Mentre la maggior parte dei velocisti dell'universo DC traggono i loro poteri dalla Forza della Velocità, Hunter Zolomon ha la capacità di alterare il tempo relativo a se stesso, manipolando la velocità del tempo che scorre attorno a lui e muoversi a "velocità" che rivaleggiano con quelle di Wally West (suo primo avversario). Ad ogni passo che fa, usa il viaggio nel tempo per controllare la sua linea temporale personale; lo rallenta per muoversi più velocemente e lo accelera per muoversi più lentamente. Ciò consente a Zolomon di correre a "velocità sovrumane". Può anche creare potenti boom sonici e onde d'urto schioccando le dita, ed è in grado di garantire una forma di "super velocità" agli altri esseri dando loro la possibilità di controllare le loro linee temporali relative attraverso se stesso (Zoom può chiudere questa connessione a volontà).
A causa della sua percezione del tempo rallentato, gli attributi fisici di Zolomon sono stati aumentati a livelli sovrumani, permettendogli di reagire senza sforzo al pericolo e di essere in grado di resistere ai colpi dei velocisti senza subire gravi ferite. La natura temporale dei poteri di Zoom lo rende immune dai soliti problemi e ostacoli incontrati da altri velocisti, come l'attrito e la percezione quando si muovono a velocità elevate.
Zoom possiede una mente acuta, poiché un tempo era un investigatore specializzato nello studio della criminologia e della psicologia. È anche un esperto in molte forme di combattimento corpo a corpo, inclusa la forma di arti marziali del Taekwondo. Anche prima di ottenere i suoi poteri metaumani, Zolomon era già un esperto corridore.

## Altri media

### Animazione
Sebbene ufficialmente Zoom non apparve mai direttamente nella serie animata Justice League Unlimited, esiste comunque un riferimento diretto a lui. Nell'episodio Caduta libera, la fusione Brainiac/Lex Luthor crea repliche artificiali dei Justice Lords. Questi sono i sette membri fondatori della Justice League da una dimensione alternativa in cui presero il controllo sull'America, riformando un regime dittatoriale fascista, e che indossano costumi diversi rispetto alla Justice League della realtà "ufficiale", che è costretta a battersi contro queste controparti artificiali. Dato che Flash morì prima che la Justice League si trasformasse in Justice Lords, non ci fu mai un costume di Flash-Justice Lord. Per cui, Brainiac/Luthor creò una propria versione del Flash malvagio il cui costume è identico a quello di Zoom.

### Televisione

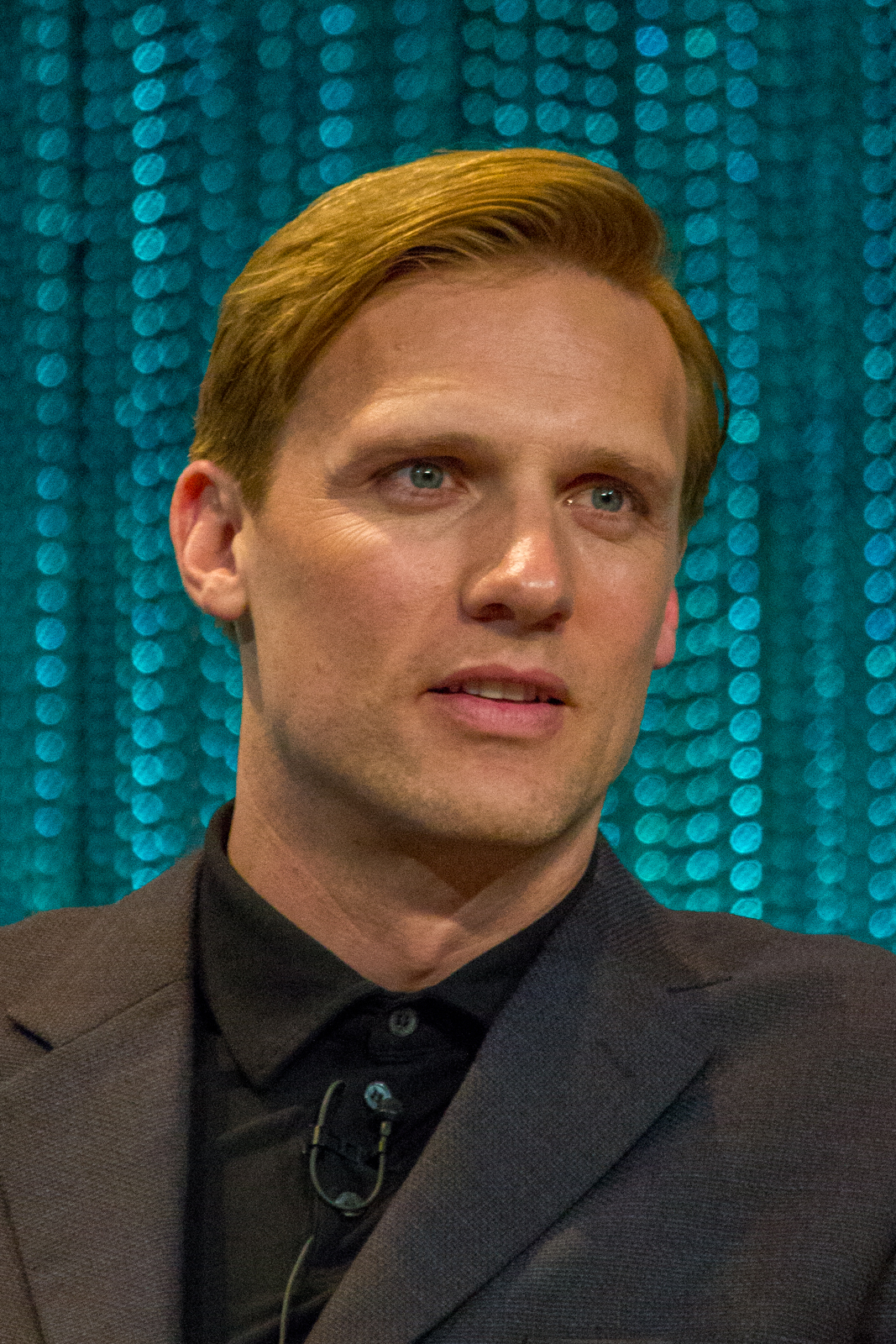
Teddy Sears interprete di Hunter Zolomon/Zoom nella serie televisiva The Flash

- Appare in due serie dell'Arrowverse: The Flash e Legends of Tomorrow. È interpretato dall'attore Teddy Sears mentre quando indossa la maschera, la voce è dell'attore Tony Todd[26][27]. Prima della rivelazione della vera identità di Zoom, era impersonato dallo stuntman Ryan Handley[28][29]. Octavian Kaul inoltre, interpreta un giovane Hunter Zolomon in un flashback[30]. Sears appare anche brevemente come controparte di Terra-1 di Zolomon non meta-umana[31][32][33]. In questa versione del personaggio lo rende più sadico e di pura malvagità che aspira a diventare un dio, a differenza delle precedenti incarnazioni.
  - Il personaggio è l'antagonista secondario della serie televisiva The Flash, in cui appare per la prima volta nella seconda stagione[34]. Questa versione, che proviene da Terra-2, indossa un costume completamente nero assieme ad una maschera che copre l'intero volto (la parte della bocca richiama le maschere che indossano i criminali schizofrenici), e degli artigli sulla punta delle dita. Viene inizialmente menzionato come un normale velocista che produce scie di colore blu durante la corsa. Prima di diventare un metaumano, Hunter Zolomon era un noto serial killer di Terra-2, il quale viene catturato e sottoposto a terapie di elettroshock in un manicomio, dove ha acquisito i suoi poteri dopo l'esplosione dell'acceleratore di particelle dei Laboratori S.T.A.R. Subito dopo crea un siero per incrementare la sua velocità, il "Velocity-7", che gli permette di viaggiare attraverso altri mondi, tuttavia lentamente lo fa ammalare rischiando di farlo morire. Dopo aver preso come soprannome "Zoom", Hunter cattura e impersona Jay Garrick, il Flash di Terra-3, per dare alle persone della sua terra un falso senso di speranza. Durante la serie, invia numerosi metaumani di Terra-2 per sfidare Barry Allen, al quale si presenta come Jay Garrick; tuttavia si scoprirà essere un residuo temporale di Hunter, ovvero una copia del passato, che ha impersonato l'eroe solo come parte di un piano più grande, ovvero rubare la velocità di Barry per curare la propria malattia[35]. Nel finale di stagione, Zoom uccide Henry Allen e costringe Flash a gareggiare in un enorme magnetar in grado di assorbire l'energia della Forza della velocità per creare un'onda d'urto capace di distruggere il Multiverso, per poi regnare incontrastato su Terra-1. Barry, grazie ad un residuo temporale da lui creato, distrugge il dispositivo, dopodiché appaiono gli Spettri della Velocità. Le creature attaccano Zoom ormai sconfitto, per aver violato più volte le regole della Forza della Velocità, consumandogli il volto e il costume, infine lo portano con loro al di fuori di Terra-1. Gli spettri della velocità trasformano Zoom in Flash Nero[36][37]. Nell'ultimo episodio della terza stagione, quando Savitar apre un portale per la Forza della velocità, Hunter esce dal portale, salvo poi essere ucciso da Caitlin con il suo potere congelante. Zoom ritorna brevemente nella quinta stagione nell'episodio Il passato è il prologo, nel quale Barry e Nora lo incontrano quando indietro nel tempo per recuperare oggetti di cui necessitano per sconfiggere Cicada. Nella nona stagione, Zoom è uno dei 4 velocisti (Anti-Flash, Savitar, Godspeed e Zoom stesso) riportati indietro da Cobalt Blue per combattere Flash e i suoi alleati; come gl altri riceve la Forza di Velocità Negativa.
  - Flash Nero appare nella seconda stagione di Legends of Tomorrow[37]. In grado di percepire la posizione di coloro che utilizzano attivamente la Forza della Velocità, persegue un residuo temporale di Eobard Thawne a causa della natura di quest'ultimo come "aberrazione temporale" e riesce a cancellare Thawne dall'esistenza nel finale di stagione.

### Videogiochi
- Appare come boss nel quarto livello di Justice League Heroes: The Flash, per Gameboy Advance.
- In DC Universe Online Zoom non compare, ma è presente il secondo Anti-Flash (Eobard Thawne) che indossa lo stesso costume di Zolomon.

## Merchandising
- A luglio 2016, viene pubblicato un Funko POP! che rappresenta Zoom come appare nella serie TV The Flash[38].
- Nel marzo 2017, la DC Collectibles ha pubblicato un'action figure di Zoom basata sulla serie The Flash[39][40].